# 8900 AAVSO
8900 AAVSO este un asteroid din centura de asteroizi, descoperit pe 24 octombrie 1995 de către astronomul Dennis di Cicco din observatorul Sudbury.
Numele corespunde prescurtării Asociației Americane de Observatori ai Stelelor Variabile. (în engleză, American Association of Variable Star Observers).